# Dylan Baker

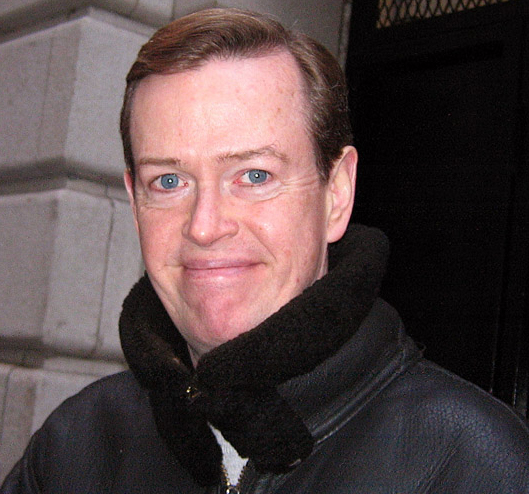
Dylan Baker (2008)

Dylan Baker (* 7. Oktober 1959 in Syracuse, New York) ist ein US-amerikanischer Schauspieler. Er ist vor allem bekannt für seine zahlreichen Auftritte im Independentfilm-Bereich, ist aber auch regelmäßig in Mainstream-Filmen wie Spider-Man 2 zu sehen. In Spider-Man spielt er Dr. Curt Conners.

## Leben
Dylan Baker wurde als Sohn von zwei Anwälten in Syracuse im US-Bundesstaat New York geboren. Er besuchte das William and Mary College in Williamsburn, Virginia, und bekam den Bachelor of Fine Arts (BFA) an der Southern Methodist University, wo auch seine Leidenschaft für die Schauspielerei entfacht wurde. Später besuchte er noch die School of Drama in Yale.
Schon bei seinem Fernsehdebüt 1986 in Im Netz der Gewalt bekam er durchwegs positive Kritiken, was ihm den Wechsel ins Kino ermöglichte. So war er etwa neben Sandra Bullock in Love Potion No. 9 zu sehen.
Nach kleineren Rollen etwa in Woody Allens Celebrity schaffte er durch seine vielbeachtete Leistung in Happiness (1998) von Todd Solondz den Durchbruch. In der Folge war er auch in größeren Produktionen wie The Cell oder Thirteen Days – in dem er den US-amerikanischen Verteidigungsminister Robert McNamara porträtierte – und Im Netz der Spinne zu sehen. Er trat auch in Spider Man 3 auf.
Daneben trat er weiterhin regelmäßig in Fernsehserien wie Without a Trace – Spurlos verschwunden auf. Daneben übernahm er in einer Serie über Benjamin Franklin die Hauptrolle.
Im Jahr 1999 gewann er den Gotham Award als Bester Newcomer.
Baker ist seit Mitte der 1990er Jahre mit der Schauspielerin Becky Ann Baker verheiratet.

## Filmografie (Auswahl)
- 1987: Ein Ticket für Zwei (Planes, Trains & Automobiles)
- 1990: Der lange Weg (The Long Walk Home)
- 1991: Jack allein im Serienwahn (Delirious)
- 1992: Der letzte Mohikaner (The Last of the Mohicans)
- 1992: Love Potion No. 9 – Der Duft der Liebe (Love Potion No. 9)
- 1994: Enthüllung (Disclosure)
- 1995–1996: Murder One – Der Fall Jessica (Murder One, Fernsehserie)
- 1998: From the Earth to the Moon (Miniserie)
- 1998: Celebrity – Schön. Reich. Berühmt. (Celebrity)
- 1998: Der Unsichtbare (The Invisible Man, Fernsehfilm)
- 1998: Happiness
- 1999: Begegnung des Schicksals (Random Hearts)
- 1999: Einfach unwiderstehlich (Simply Irresistible)
- 1999: Oxygen
- 2000: Requiem for a Dream
- 2000: The Cell
- 2000: Thirteen Days
- 2001: Der Schneider von Panama (The Tailor of Panama)
- 2001: Im Netz der Spinne (Along came a Spider)
- 2002: Road to Perdition
- 2002: Spurwechsel (Changing Lanes)
- 2002: The Laramie Project
- 2003: How to Deal – Wer braucht schon Liebe? (How to Deal)
- 2003: Head of State
- 2004: Kinsey – Die Wahrheit über Sex (Kinsey)
- 2004: Spider-Man 2
- 2005: Hide and Seek – Du kannst dich nicht verstecken (Hide and Seek)
- 2005: Mord und Margaritas (The Matador)
- 2006: Ab in den Knast (Let’s Go to Prison)
- 2006: Fido – Gute Tote sind schwer zu finden (Fido)
- 2007: Spider-Man 3
- 2007: Trick ’r Treat
- 2007: Desires of a Housewife – Menschen am Abgrund (When a Man Falls in the Forest)
- 2007: Drive (Fernsehserie)
- 2008: Zeiten des Aufruhrs (Revolutionary Road)
- 2008: Memories to Go – Vergeben... und vergessen! (Diminished Capacity)
- 2009: Monk (Fernsehserie, eine Folge)
- 2009: Criminal Intent – Verbrechen im Visier (Law & Order: Criminal Intent, Fernsehserie, eine Folge)
- 2009: Kings (Fernsehserie)
- 2010: Secretariat – Ein Pferd wird zur Legende (Secretariat)
- 2010–2015: Good Wife (The Good Wife, Fernsehserie)
- 2011: Damages – Im Netz der Macht (Damages, Fernsehserie)
- 2012: White Collar (Fernsehserie)
- 2012: 2 Tage New York (2 Days in New York)
- 2012: Political Animals (Miniserie)
- 2012–2013: Smash (Fernsehserie)
- 2013: Anchorman – Die Legende kehrt zurück (Anchorman 2: The Legend Continues)
- 2013–2014: Chicago Fire (Fernsehserie)
- 2014: Chicago P.D. (Fernsehserie)
- 2014: The Humbling
- 2014: Selma
- 2014: America Is Still the Place
- 2015: The Mentalist (Fernsehserie)
- 2016: Die Erfindung der Wahrheit (Miss Sloane)
- 2016: The Americans (Fernsehserie)
- 2016–2018: Blindspot (Fernsehserie)
- 2017–2018: The Good Fight (Fernsehserie)
- 2018: Homeland (Fernsehserie)
- 2018: Elizabeth Harvest
- 2019: Extremely Wicked, Shockingly Evil and Vile
- 2020–2023: Hunters (Fernsehserie, 11 Folgen)
- 2021: Evil (Fernsehserie, 2 Episoden)
- 2022: Inside Man (Fernsehserie, 3 Folgen)
- 2023: LaRoy